# Mandodari

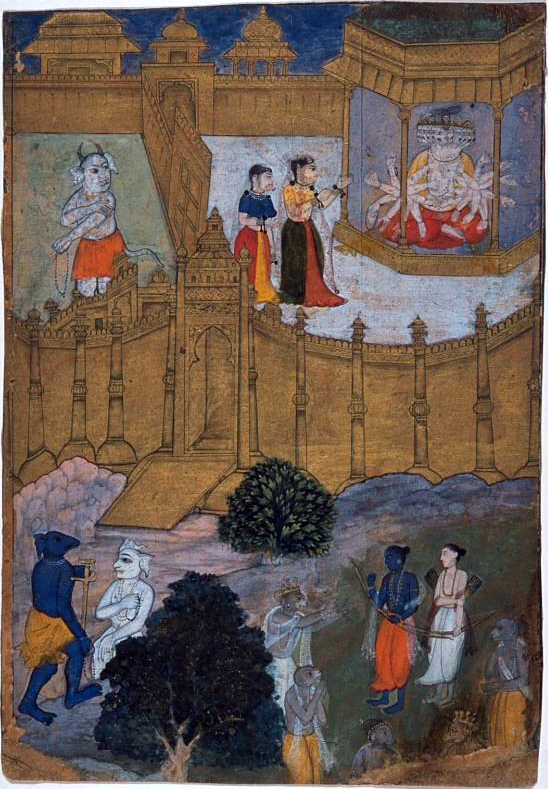
Mandodari und Ravana. Aus einem Manuskript des Ramayana, 1595–1605

Mandodari (Sanskrit मंदोदरी Mandodarī, „Weichbäuchige“) ist im indischen Epos Ramayana die Frau von Ravana, des Königs von Lanka. Mandodari verkörpert bis heute das traditionelle indische Rollenbild der Frau.

## Mandodari im Ramayana
Das Ramayana beschreibt Mandodari als schön, fromm und gerecht. Sie wird als eine der Panchakanya („fünf Jungfrauen“) genannt, deren Namen anzurufen die Vergebung von Sünden bewirkt. Mandodari gehört neben Sita zu den wichtigsten Frauengestalten, die im Ramayana erscheinen. Mandodaris Bild wird in den verschiedenen Versionen des Ramayana unterschiedlich gezeichnet.
In einigen Ramayana-Versionen wird über ihre Misshandlung durch die Affengenerale Ramas berichtet. Einige sagen, dass die Generale ein Opfer Ravanas störten, andere, dass sie Mandodari ihre Unschuld raubten, die der letzte Schutz von Ravanas Leben war, in anderen bringt Hanuman Mandodari durch List dazu, den Ort zu nennen, an dem sich der Zauberpfeil befindet, mit dem Rama Ravana töten kann. Nach dem Tod Ravanas heiratete sie Vibhishana, den jüngere Bruder Ravanas, der für den Tod Ravanas verantwortlich ist, auf den Rat von Rama hin und verbündet sich mit diesem.
Als Sita von Ravana entführt wurde, riet Mandodari ihm, dem Pfad der Rechtschaffenheit zu folgen. So riet Mandodari Ravana mehrfach, Sita an Rama zurückzugeben, doch ihr Rat stieß auf taube Ohren. Im Ramayana werden ihre Liebe und Treue zu Ravana gepriesen.

### Herkunft
Mandodari war die Tochter von Mayasura, des Königs der Asuras und der Apsara. Mandodari hatte zwei Söhne: Meghanada (Indrajit) und Akshayakumara.

### Geburt
Das Uttara Ramayana erzählt über die Geburt Mandodaris, dass Mayasura (Maya), der Sohn des weisen Kashyapa mit der Apsara Hema verheiratet wurde. Sie hatten zwei Söhne, Mayavi und Dundubhi, wünschten sich aber eine Tochter, daher begannen sie Bußübungen, um Shiva gnädig zu stimmen.
In dieser Zeit kam eine Apsara namens Madhura zum Kailash, dem Sitz Shivas, um ihm Ehre zu erbieten. Während Parvati abwesend war, verkehrte Madhura mit Shiva. Bei ihrer Rückkehr entdeckte Parvati auf den Brüsten von Madhura Aschespuren von Shivas Körper.
Erzürnt, verflucht Parvati Madhura und lässt sie zwölf Jahre als Frosch in einer Quelle leben. Shiva tröstet Madhura und sagt ihr, dass sie eine schöne Frau werden und einen bedeutenden Gatten bekommen werde. Nach zwölf Jahren wurde Madhura wieder ein schönes Mädchen und rief laut aus der Quelle. Mayasura und Hema, die in der Nähe Bußübungen ausführten, hörten Madhura und nahmen sie als Tochter an und nannten sie Mandodari.

### Mandodari und Ravana

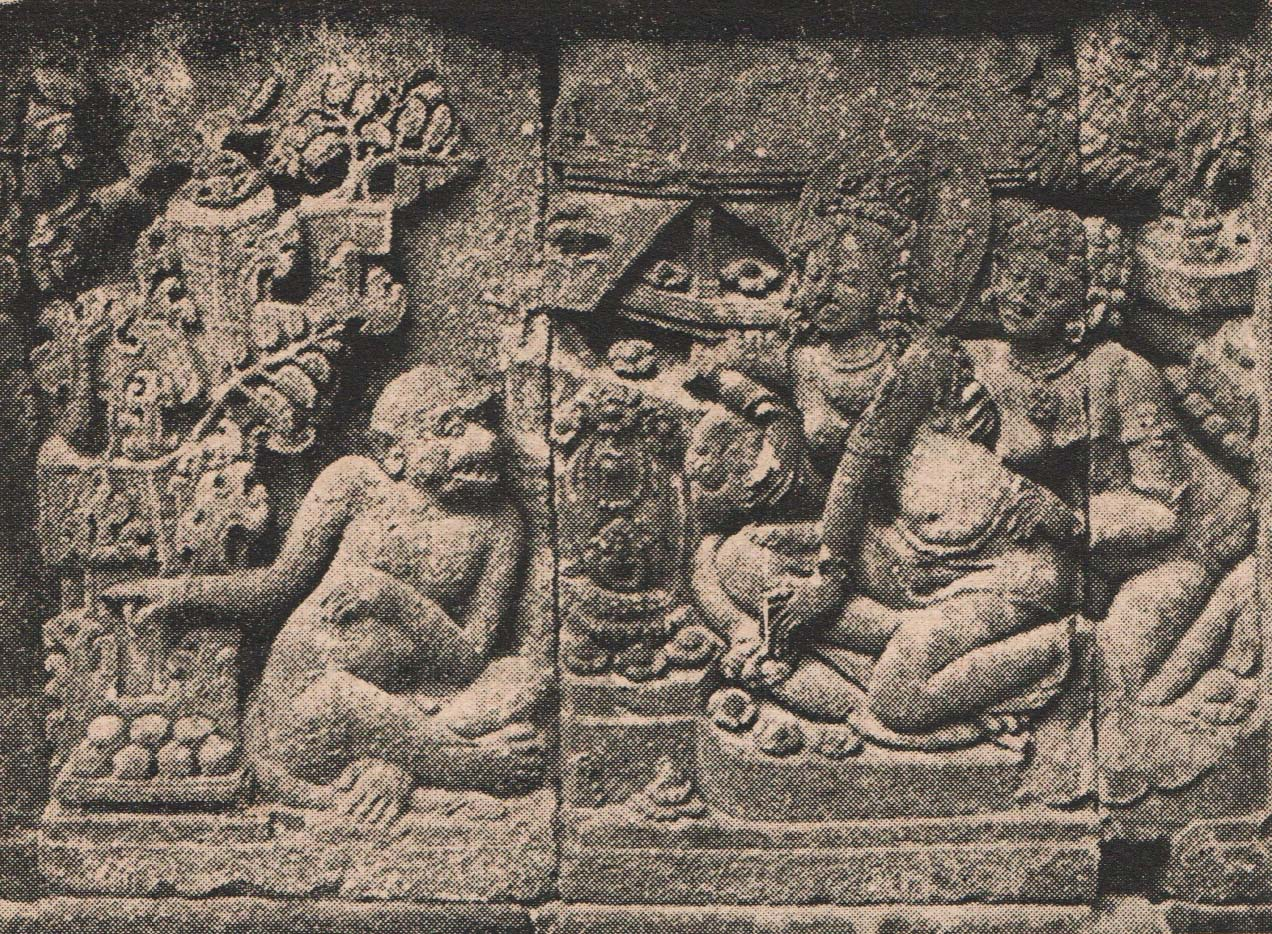
Hanuman findet Sita. Relief am Prambanan.

Als Ravana zu Mayasura kam, verliebte er sich in Mandodari und heiratete sie bald nach vedischen Riten. Mandodari gebar Ravana drei Söhne: Meghanada, Atikaya und Akshayakumara.
In Valmikis Ramayana wird Mandodari als schöne Frau beschrieben. Als Hanuman, der Gesandte Ramas, auf der Suche nach Sita nach Lanka kam und Ravanas Schlafzimmer betrat, war er über ihre Schönheit verblüfft und hielt sie für Sita. Nachdem Hanuman dann Sita selbst gefunden hatte, drohte Ravana diese zu töten, wenn sie ihn nicht heirate. Als sich Sita weigerte und Ravana sie mit dem Schwert enthaupten wollte, fiel ihm Mandodari in den Arm und rettete so Sitas Leben.

### Mandodari und Sitas Entführung
Mandodari sagte Ravana, Frauen zu töten sei eine abscheuliche Sünde, die er unterlassen solle. Er solle sich mit anderen Frauen vergnügen und von der Idee, Sita zu heiraten, Abstand nehmen. Ravana verschont Sitas Leben, jedoch ohne seinen Wunsch, diese zu heiraten, aufzugeben. Obwohl Mandodari sich Sita in Hinsicht auf Schönheit und Herkunft überlegen sieht, würdigt sie deren Zugehörigkeit zu Rama und setzt sie Göttinnen wie Sachi und Rohini gleich.
Als alle Versuche, Sita friedlich zurückzuführen, scheitern, erklärt Rama Lanka den Krieg. Vor der letzten Schlacht gegen Rama versucht Mandodari erfolglos ein letztes Mal, ihren Gatten zum Einlenken zu bewegen. In der Schlacht steht Mandodari ihrem Gatten als treue und gehorsame Gattin zur Seite. Ihren Sohn Meghanada, alias Indrajit ("Der, der Indra, den goldenen König des Himmels besiegte") weist sie an, nicht gegen Rama zu kämpfen.

### Mandodari und Hanuman

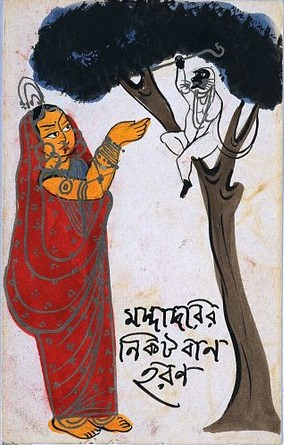
Hanuman stiehlt den Zauberpfeil. Kalkutta, um 1890

Das Valmiki-Ramayana erzählt: Als alle seine Söhne und Krieger fielen, ließ Ravana ein Opferfeuer (yajna) entzünden, um so den Sieg zu erringen. Rama entsandte eine Schar von Affenkriegern unter der Führung Hanumans und des Affenprinzen Angada, um das Feuer zu zerstören. Zwar verwüsteten die Affenkrieger Ravanas Palast, doch dieser setzte das Opferritual fort. Als Angada Mandodari an ihren Haaren vor Ravana zerrt, bittet die Ravana, sie zu retten. Erzürnt lässt dieser vom Ritual ab und schlägt mit seinem Schwert auf Angada ein. Da die Absicht Angadas, das yajna zu stören, erreicht ist, lässt er Mandodari los und flieht.
Mandodari bittet Ravana erneut, Sita an Rama zurückzugeben, doch dieser lehnt ab.
Andere Versionen des Ramayana beschreiben das Ereignis grausamer. Das Krittivasi-Ramayana erzählt, dass die Affenkrieger Mandodari ihre Kleider raubten. Im Bicitra-Ramayana demütigt Hanuman selbst Mandodari und das Ramakian, die thailändische Version des Ramayana, sagt, dass Hanuman mit Mandodari in der Gestalt von Ravana verkehrt und ihr so ihre Tugendhaftigkeit raubt, die Ravanas Leben schützt.
Im letzten Zweikampf Ravanas mit Rama, kann dieser ihn mit gewöhnlichen Pfeilen nicht töten. Erst mit einem Zauberpfeil gelingt ihm dies. Während das Valmiki Ramayana berichtet, dass Rama den Zauberpfeil von Indra erhielt, wird in anderen Versionen gesagt, dass sich der Zauberpfeil unter dem Bett Mandodaris in deren Schlafgemach versteckt war. Während Mandodari für Ravana zur Göttin Parvati betet, kommt Hanuman in Verkleidung eines Brahmanen zu ihr, gewinnt ihr Vertrauen, entlockt ihr das Versteck des Pfeiles und stiehlt ihn. Er gibt den Pfeil Rama, der damit Ravana tötet. So verliert Mandodari ihren Mann, ihre Söhne und ihre Verwandten.

### Mandodari und Vibhishana

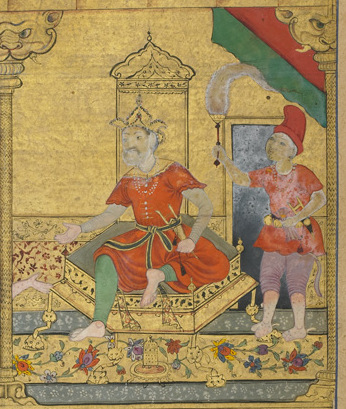
Vibhishana als König von Lanka. Folio aus dem Ramayana von Valmiki, 1597–1605.

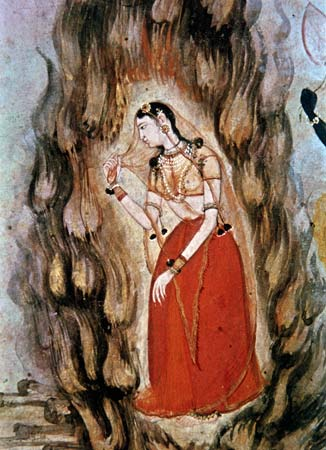
Sitas Feuerprobe. Moghulzeit, um 1600

Nach dem Tod Ravanas riet Rama Vibhishana, Mandodari zur Frau zu nehmen, obwohl dieser bereits eine Frau hatte. Es wird vermutet, dass in Ravanas Volk die matrilineare Erbfolge galt und dies deswegen notwendig war, um im Königreich Lanka nach dem Tod Ravanas das Herrscherrecht zu bekommen.
Eine andere Theorie ist, dass es eine Sitte nichtarischer Völker gewesen sein könnte, die herrschende Königin zu heiraten. Die Ehe von Mandodari und Vibhishana war nur ein Herrschaftselement. Weitere mögliche Gründe, ihren jüngeren Schwager zu heiraten, waren, dass dies Lanka in der Allianz mit Ramas Ayodhya Stabilität und Erfolg bringen würde und sie bei der Herrschaft mitsprechen konnte. Auch wendete Rama damit den Witwenselbstmord Mandodaris ab.

### Sita und Mandodari
Einige Versionen des Ramayana sagen, Sita sei eine Tochter Ravanas aus einer Verbindung mit Mandodari. Im Gegensatz zum ursprünglichen Ramayana von Valmiki, beschreiben spätere Versionen des Ramayana Sita als Tochter Mandodaris. Diese Frage wird mehrfach erörtert.
Das ebenfalls Valmiki zugeschriebene Adbhuta-Ramayana erzählt, dass Ravana das Blut von Weisen, die er tötete, in einem großen Topf sammelte. Der Weise Gritsamada, ein Rishi und Dichter vedischer Hymnen, machte Bußübungen, um Lakshmi als Tochter zu gewinnen. Er sammelte dazu Milch von Darbhagras und reinigte es mit Mantras, damit Lakshmi darin wohne. Ravana goss diese Milch in seinen Bluttopf. Mandodari, die die Untaten Ravana sah, beschloss, sich durch das Trinken des Inhalts des Bluttopfes selbst zu töten, dessen Inhalt als giftiger als Gift beschrieben wird. Anstatt zu sterben, wird Mandodari wegen Gritsamadas Milch mit der Inkarnation von Lakshmi schwanger. Mandodari begräbt den Fötus in Kurukshetra. Dort fand ihn Janaka und nannte sie Sita.
Das Vasudevahindi, das Uttara-purana und andere Jain-Versionen des Ramayana sagen, dass Sita die Tochter Ravanas und Mandodaris war und ausgesetzt wurde, als geweissagt wurde, dass sie Ursache für das Ende Ravanas und seiner Familie sein werde.
Das Seri Rama in Malaysia und das Rama Keling in Indonesien, beides Versionen des Ramayana in malaiischer Sprache sagen, dass Ravana Mandodari, die Mutter von Rama besitzen wollte, jedoch an deren Stelle eine Schein-Mandodari heiratete, die der echten Mandodari glich. Aus einer Vereinigung von Ramas Vater mit Mandodari entstand Sita, die als Ravanas Tochter galt.
Nach dem Ananda-Ramayana, das ebenfalls Valmiki zugeschrieben wird, hatte der König Padmaksha eine Tochter namens Padma, die eine Inkarnation der Göttin Lakshmi war. Während der Vorbereitungen zu ihrer Verheiratung töten Rakshasas den König. Seine Tochter Padma springt aus Kummer in ein Feuer. Ravana findet ihren zu fünf Juwelen gewandelten Körper und nimmt ihn in einer Schatulle nach Lanka mit. Dort öffnet Mandodari die Schatulle und findet Padma darin. Mandodari rät Ravana, die Schatulle, die die unglückselige Padma, die Ursache des Untergangs ihres Vaters war, wegzuwerfen. Als der Deckel der Schatulle geschlossen wird, verflucht Padma Ravana und kündigt an, nach Lanka zurückzukehren und seinen Untergang herbeizuführen. Ravana begräbt die Schatulle in der Stadt Janakas, der sie findet und sie als Sita aufwachsen lässt.

## Verehrung

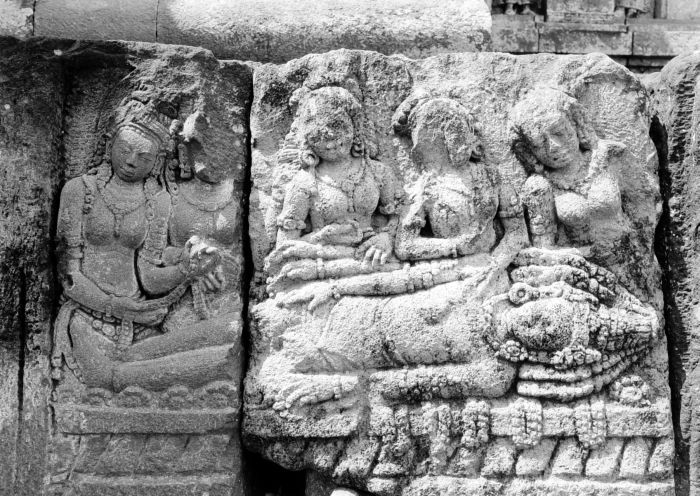
Darstellung der Trauer Mandodaris, aus einem, Brahma geweihten Tempel in Prambanan. Relief aus dem 9. Jahrhundert, Tropenmuseum.

Im täglichen Gebet frommer Hindus werden die Panchakanya angerufen, zu denen Mandodari neben Ahalya und Tara, die ebenfalls im Ramayana erwähnt werden, und aus dem Mahabharata Draupadi und Kunti zählen.
Die Verehrung Mandodaris zeigt sich auch in Tempeldarstellungen wie im Prambanan-Tempelkomplex in Indonesien.
Der Shri Mandodari Tempel in dem Dorf Betaki, etwa 5 Kilometer von Marcel in Goa ist jedoch nicht der Mandodari des Ramayanas gewidmet, sondern einer lokalen Gottheit.

## Mythologe und Geographie
Die Zuordnung der mythologischen Gestalt Mandodaris zur Geographie findet sich in Mayarashtra, heute Meerut, das die Hauptstadt des Königreichs Mayasura von Mandodaris Vater und Ravanas Schwiegervater war, wobei als Geburtsort Jodhpur angegeben wird, das die Hauptstadt des Rathore-Geschlechts war.